# Nasilje nad decom (emisija)
Nasilje nad decom je dokumentarna tv mini-serija od šest epizoda reditelja Slobodana Ž. Jovanovića, a u proizvodnji Radio-televizije Srbije, 2005. godine.
Prateći da li u Srbiji postoji nasilje nad decom i zakone vezane za tu oblast, kao i koji su uzroci nasilja nad decom, reditelj kroz seriju analizira određene važne tačke. U prvoj epizodi je to projekat „Sigurna kuća“ u Novom Sadu; u drugoj epizodi je život jednog deteta u domu za decu bez roditelja; u trećoj epizodi je problem sagledan iz ugla Vesne Arlov, kapetana za meloletničku delinkvenciju SUP-a Novi Sad; u četvrtoj epizodi tema je Dečji dom u Kragujevcu i put oporavka zlostavljane dece; u petoj epizodi je to projekat „Kuća na pola puta“; i u šestoj epizodi, kao svojevrsnoj završnici, psiholozi i policajci iz svog iskustva pričaju o tome zašto nastaje nasilje, kako ga „lečiti“, koliko će vremena biti potrebno dok se ne pokažu rezultati i šta treba da radimo da bi se stvari pokrenule na bolje.
- 1. epizoda — „SIGURNA KUĆA“
- 2. epizoda — „KRALJ GOLUBOVA“
- 3. epizoda — „DVA ŽIVOTA U JEDNOM DANU“
- 4. epizoda — „KORAK NAPRED“
- 5. epizoda — „KUĆA NA POLA PUTA“
- 6. epozoda — „KUDA?“

## Autorska ekipa
- Reditelj Slobodan Ž. Jovanović
- Adaptacija teksta Slobodan Ž. Jovanović
- Scenario Slobodan Ž. Jovanović

## Spoljašnje veze
- Nasilje nad decom на веб-сајту  (језик: енглески)